# Talamanca (kanton)
Talamanca is een stad (ciudad) en gemeente (cantón) in de provincie Limón in Costa Rica. Het heeft een oppervlakte van 2.810 km² en is daarmee in oppervlakte niet alleen de grootste gemeente van de provincie, maar ook van heel het land. Talamanca telt 40.000 inwoners. De hoofdstad is Bribrí, gelegen in de deelgemeente Bratsi, een van de vier die het kanton telt. Het kanton ligt met de oostzijde aan de Caraïbische Zee en grenst in het noorden met het kanton Limón, waarin ook de provinciehoofdstad Puerto Limón ligt. In het zuiden grenst het met de Panamese provincie Bocas del Toro.
De gemeente werd op 20 mei 1969 opgericht. De deelgemeente Telire is aanzienlijk groter dan de andere districten, met een oppervlakte van 2223 km². Dit gebied bestaat voornamelijk uit delen van nationaal parken, onder andere het Parque nacional Cahuita.
Talamanca is opgedeeld in vier deelgemeenten (distritos): Bratsi (met de hoofdstad Bribrí), Cahuita, Sixaola en Telire.
Guácimo · Limón · Matina · Pococí · Siquirres · Talamanca